# Cabasite
La cabasite, conosciuta anche come acadialite, è un minerale, un tectosilicato, appartenente al gruppo delle zeoliti, con formula:
(Ca,Na2,K2,Mg)Al2Si4O12·6H2O.

## Storia del nome
Il nome di questo minerale, coniato nel 1792, è stato inizialmente trascritto come chabasie da Bosc d'Antic e fatto derivare dall'autore dal greco χαβάζιος, chabàzios, una delle 20 pietre nominate nella poesia orfica Lithikà, verso 758. 
Il nome che effettivamente è presente nei manoscritti della poesia è χαλάζιος, chalàzios, per cui il minerale avrebbe dovuto essere ridenominato in chalazite o chalasite, ma si è preferito mantenere il nome originale chabazite che, nelle pubblicazioni in lingua italiana, è divenuto cabasite.

## Minerali della serie
Dalla prevalenza di un diverso catione all'interno della struttura si ha: 
- Cabasite-Ca,
- Cabasite-K,
- Cabasite-Na,
- Cabasite-Sr

per cui in base alla nomenclatura dell'IMA non è più il nome di una specie mineralogica ma di una serie di minerali.

## Abito cristallino
Si presenta normalmente nel sistema trigonale con cristalli pseudocubici o romboedrici; può essere incolore, bianca, arancione, marrone, rosa, verde e gialla, il colore varia al cambiare del catione prevalente nella struttura cristallina.
I cristalli spesso sono geminati, compenetrati l’uno dentro l’altro, con gli  angoli proiettati fuori delle facce.

## Forma in cui si presenta in natura
I cristalli sono spesso geminati.
La lucentezza è vitrea e la trasparenza è translucida.

## Località di rinvenimento
Si trova prevalentemente in India, Islanda, Isole Fær Øer, Irlanda del Nord, Italia, Boemia in Germania e Stati Uniti d'America.

## Usi
Minerale d’interesse scientifico e collezionistico.